# بحيرة أكواجا
بحيرة أكواجا (تعني: بحيرة الرمال) هي بحيرة تقع في منطقة باسكو في بيرو، وبالتحديد تقع في مديرية تنياهكو في إقليم سيمون بوليفار، وتبعد البحيرة حوالي 27 كم عن تنياهكو، وتُشكِّل حد تصريف لنهر مانتارو. وقد بُنيَ سد في الجنوب الشرقي لبحيرة أكواجا (إحداثيات السد:) وتُدير هذا السد المخابرات المركزية.
‌